# Saint-Solve
Saint-Solve é uma comuna francesa na região administrativa da Nova Aquitânia, no departamento de Corrèze. Estende-se por uma área de 5,84 km². Em 2010 a comuna tinha 477 habitantes (densidade: 81,7 hab./km²).